# Савей
Саве́й, сын Би́хри (ивр. שֶׁבַע בֶּן בִּכְרִי‎, Ше́ва бен Би́хри) — библейский персонаж. Происходил из колена Вениаминова.
Когда Давид после похода против своего сына Авессалома, удручённый горем, возвращался в Иерусалим, среди народа произошёл мятеж, во главе которого стал Савей. Преследуемый войсками Давида, он заперся в укреплённом городе Авеле. Осада могла бы затянуться надолго, если бы по совету одной женщины граждане не схватили мятежника, голову которого выбросили за стены города военачальнику Давида Иоаву (2Цар. 19 - 20). Мятеж Савея был первым взрывом антидинастического движения со стороны северных колен, поведший впоследствии к полному отпадению десяти израильских колен от дома Давидова.